# José Selgas

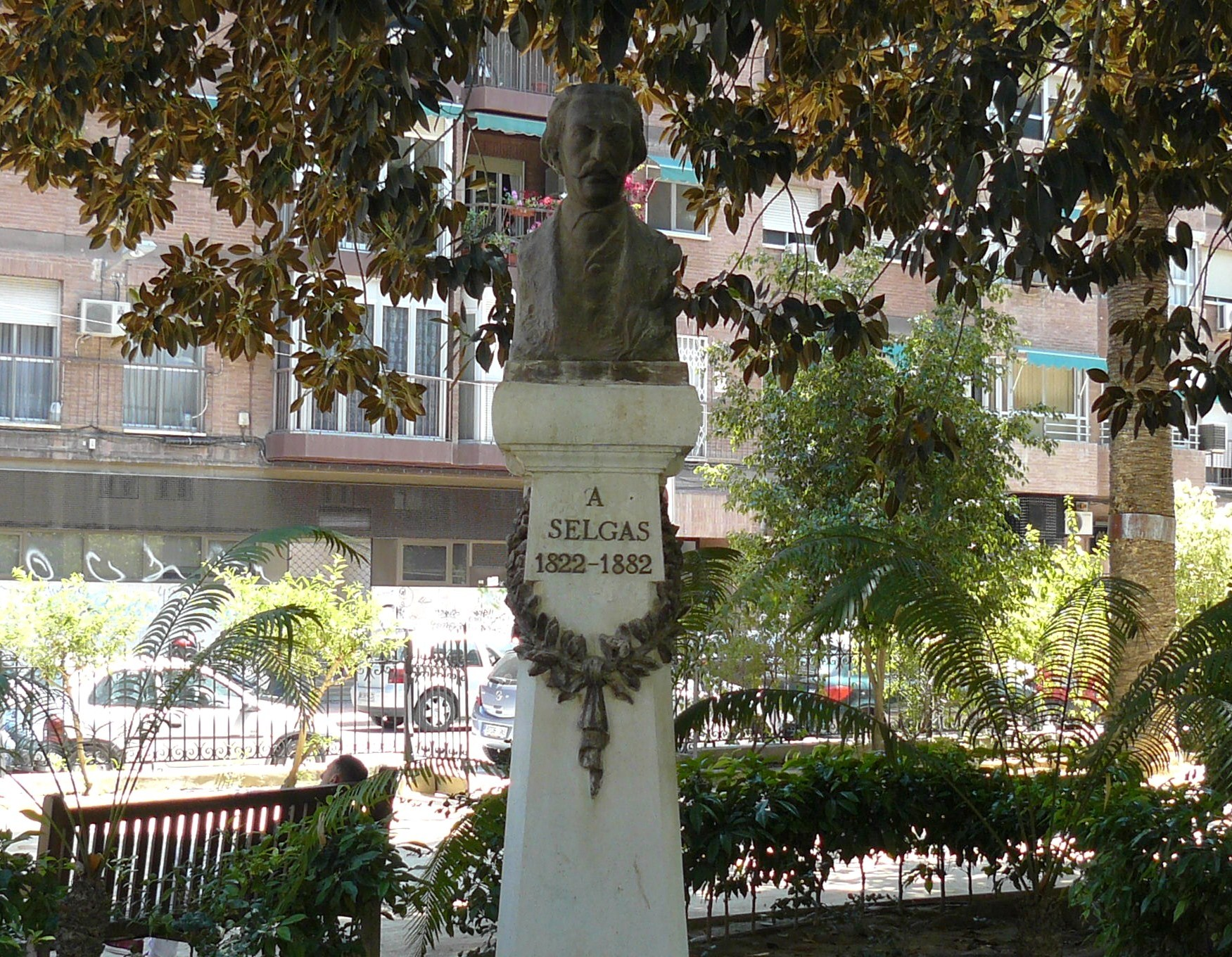
Pomnik J.Selgasa w Murcji

José Selgas (ur. 27 listopada 1822 w Lorce, zm. 5 lutego 1882 w Madrycie) – hiszpański poeta, pisarz i dziennikarz.

## Życie
Pochodził z niezamożnej rodziny i w dzieciństwie wychowywał się w biedzie. Musiał w związku z tym porzucić studia w seminarium San Fulgencio w Murcji. Udał się do Madrytu, gdzie zaciągnął się do armii. Był konserwatystą i dał się poznać jako obrońca tradycyjnych wartości rodzinnych oraz osoba wspierająca rolników. Jako pisarz reprezentował nurt eklektycznego romantyzmu. Wychwalał potęgę uczuć, piękno przyrody, głębię religijności i niewinność, jako podstawę szczęścia.
Jego tomy poetyckie: Wiosna (1850) i Latem (1853) składają się w całość, w której autor wywodzi nakazy moralne z prostych źródeł, takich jak uwielbienie przyrody i podziw dla piękna natury. W artykułach prasowych posługiwał się błyskotliwym humorem, paradoksami oraz kalamburami.

## Wybrane dzieła

### Liryczne
- Wiosna – La primavera (1850)
- Latem – El estío  (1853)
- Kwiaty i ciernie – Flores y espinas (1879)
- Wiersze pośmiertnie – Versos póstumos (1883)

### Powieści
- Dług serca – Deuda del corazón (1872)
- Złote jabłko – La manzana de oro (1873)
- Matka – Una madre (1883)